# 濱口梧陵

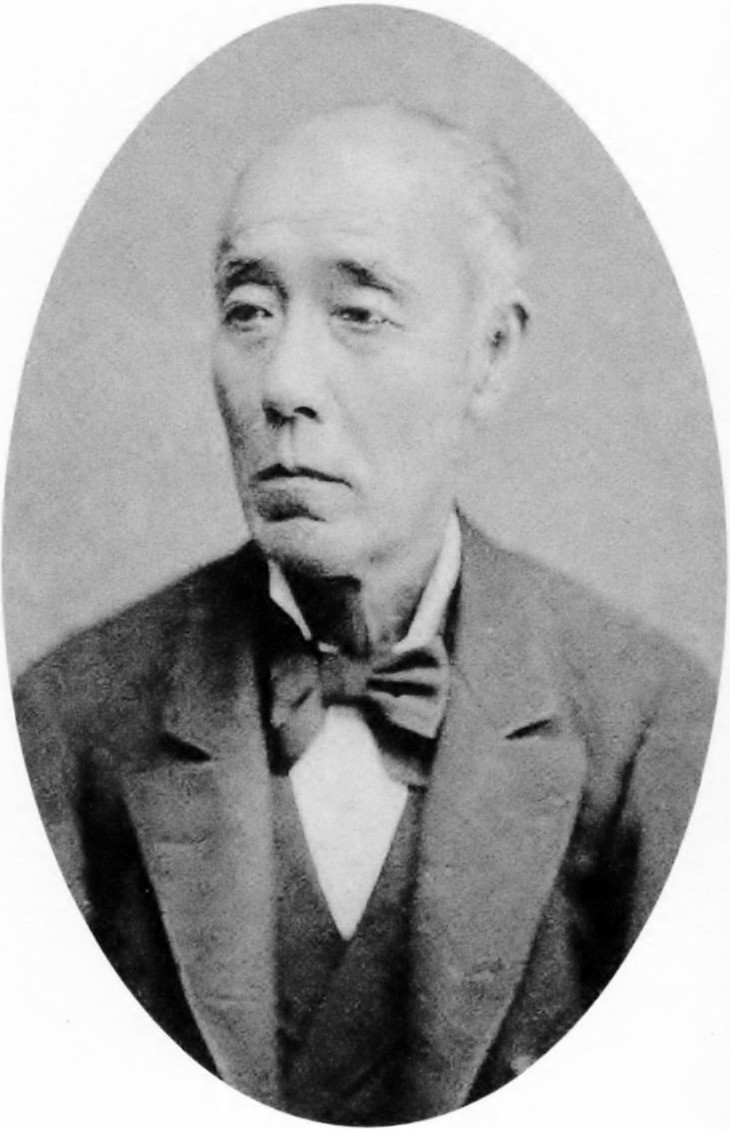
濱口梧陵

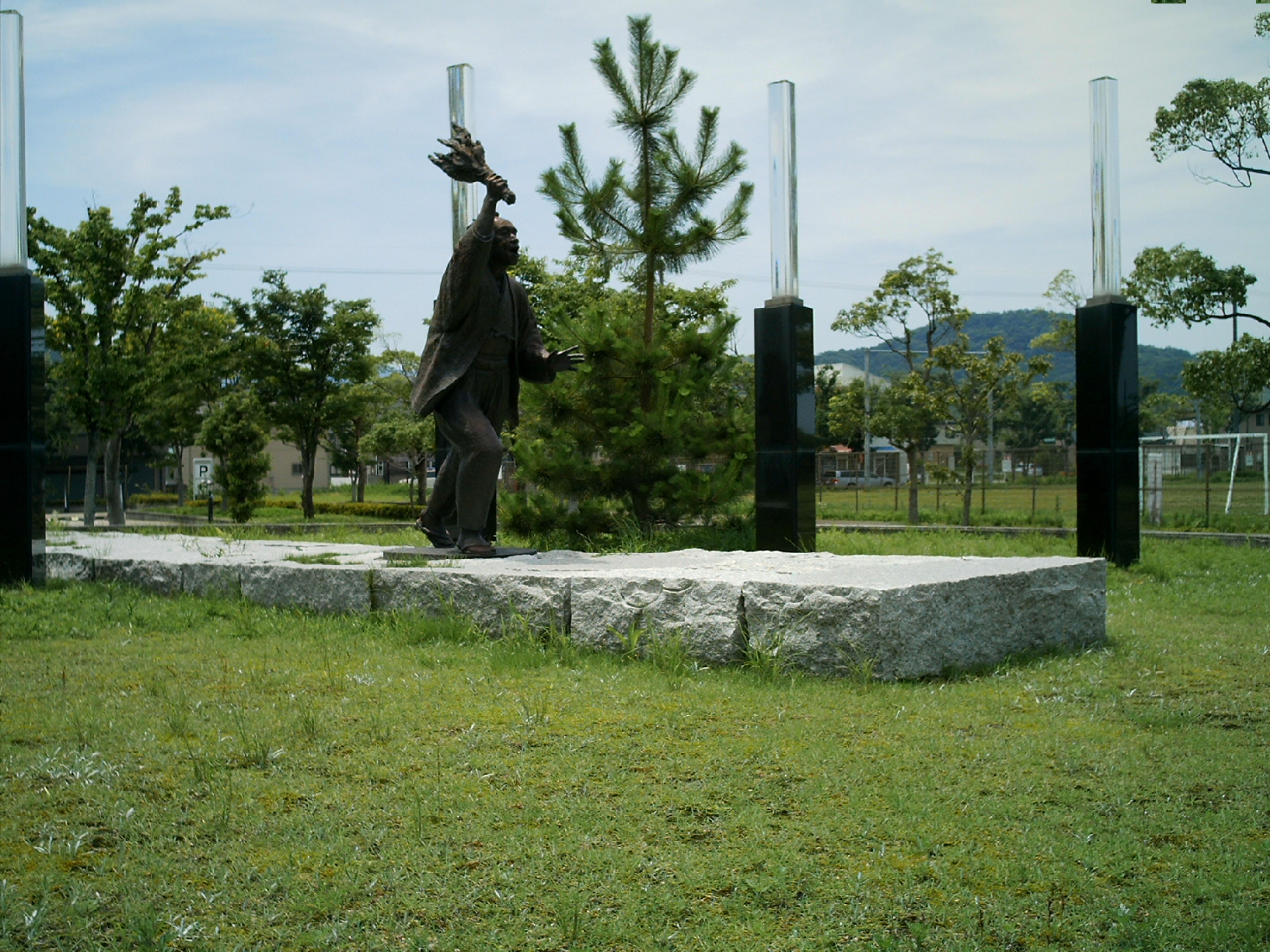
広川町役場前にある濱口梧陵の銅像

濱口 梧陵（はまぐち ごりょう、文政3年6月15日（1820年7月24日） - 1885年（明治18年）4月21日）は、日本の実業家・社会事業家・政治家。紀伊国有田郡広村（現・和歌山県有田郡広川町）出身。広村の復興と防災に投じた4665両という莫大な費用は全て彼の私財で賄われた。
梧陵は雅号で、字は公輿、諱は成則。駅逓頭や初代和歌山県会議長を務めた。
醤油醸造業を営む濱口儀兵衛家（現・ヤマサ醤油）当主で、七代目濱口儀兵衛を名乗った。津波から村人を救った物語『稲むらの火』のモデルとしても知られる（後述）。

## 経歴

### 生い立ち
紀州湯浅の醤油商人である濱口分家・七右衛門の長男として生まれる。12歳で本家（濱口儀兵衛家）の養子となって、銚子に移る。
その後、若くして見聞を広め、開国論者となった。海外留学を志願するが、開国直前の江戸幕府の受け容れるところとならず、30歳で帰郷して事業を行った。嘉永5年（1852年）、同業の濱口吉右衛門（東江）・岩崎重次郎（明岳）とともに広村に稽古場「耐久舎」（現在の和歌山県立耐久高等学校）を開設して後進の育成を図った。嘉永7年（1854年）頃、七代目濱口儀兵衛を相続する。

### 稲むらの火
安政元年11月5日（1854年12月24日）夜、安政南海地震の津波が広村に襲来した後に、梧陵は自身の田にあった藁の山に火をつけて安全な高台にある広八幡神社への避難路を示す明かりとし、速やかに村人を誘導することができた。結果として村人の9割以上を救った（死者30人）。津波から命を救えるかは、情報の伝達の速さが関わっているという教訓を残した。これをもとに作られた物語が『稲むらの火』として知られている（ただし、物語は史実とは一部異なる部分がある。稲むらの火#史実との異同を参照）。

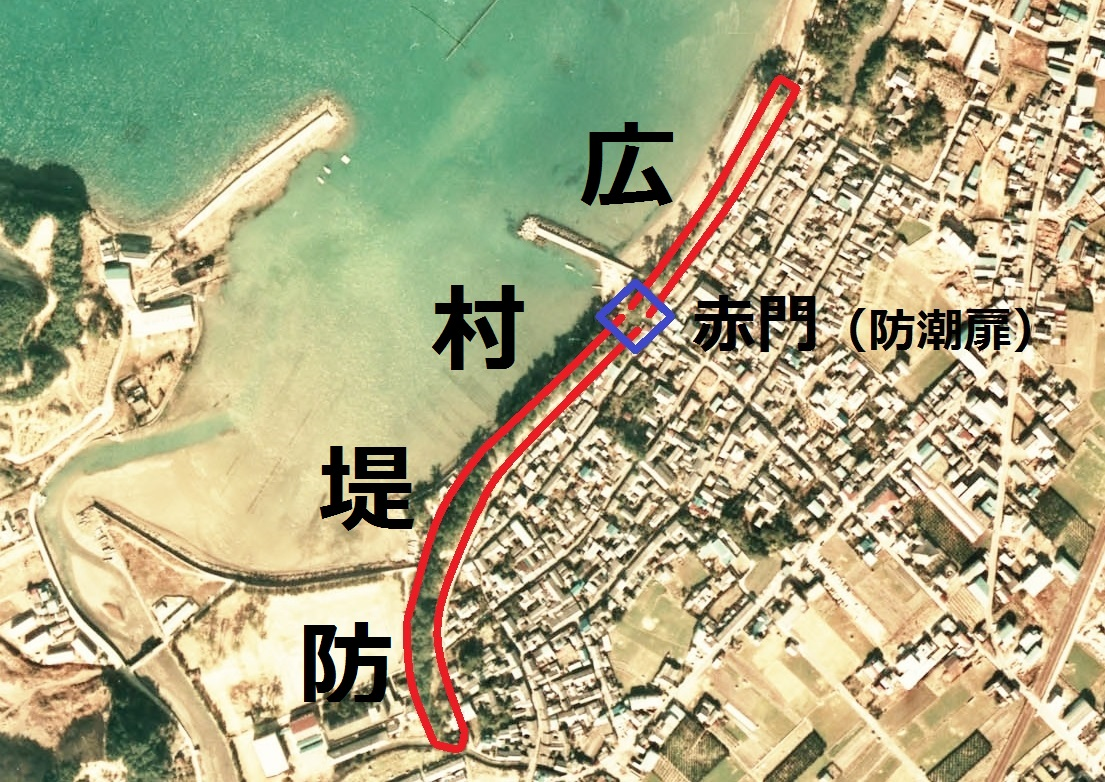
広村堤防付近の空中写真。
。（1974年撮影）

この災害の後、梧陵は破損した橋を修理するなど復旧につとめたほか、当時では最大級の堤防・広村堤防を約4年かけて修造した。この大土木工事は、荒廃した被災地からの住民離散を防ぐ意味を持つとともに、将来再び襲来するであろう津波に備えての防災事業であった。広村の復興と防災に投じた4665両という莫大な費用は全て梧陵が私財を投じたものであり、のちに小泉八雲は彼を浜口五兵衛の名で小説化し、「生ける神（A Living God）」と賞賛している。
当時としては巨大な堤防の建設の際に「住民百世の安堵を図る」との言葉を残している。堤防完成から88年後の1946年（昭和21年）、広村を昭和南海地震の津波が襲ったが、この堤防のために被害を減らすことができた。
また、梧陵の活躍をたたえ、広村堤防には感恩碑（1933年建立）が建てられている。広川町では毎年11月に「津浪祭」を行い、梧陵の遺徳をしのぶとともに災害の記憶と災害への備えを伝えている。
大規模な津波被害が出た2004年12月のスマトラ島沖地震によって、『稲むらの火』の物語が想起されるとともに、そのモデルとなった史実の濱口梧陵の事績が注目された。歴史情報番組『その時歴史が動いた』（NHK総合、2005年1月12日）では、「百世の安堵をはかれ　安政大地震・奇跡の復興劇」を放送し、広村堤防築造を中心に梧陵の生涯を紹介した。番組中で解説のゲストとして出演した河田惠昭（京都大学防災研究所教授）は、現代のように災害対策に関心が払われていない時代背景において、災害対策としての目的で、公共事業ではなく一民間人の発案と私財をもって広村堤防建設が実施されたことを、非常に画期的と評価している。
2005年のスマトラ沖地震津波後に開かれたASEAN緊急会議に出席した当時の首相・小泉純一郎は、シンガポール代表から濱口梧陵の功績を尋ねられたが、知識がなく答えることができなかった。
2015年12月4日、国連総会第2委員会は日本を含む142か国の提案により、この逸話のもととなった11月5日を「世界津波の日」に制定することを全会一致で決めた。

### 梧陵と近代医学
梧陵はさまざまな社会事業を手がけたが、とくに医学への支援を厚く行っている。
梧陵の支援と影響を受けた一人が、関寛斎である。寛斎は1856年（安政3年）、佐藤泰然の推薦によって銚子で医院を開業し、梧陵との知遇を得た。当時流行していたコレラの防疫に意を傾けていた梧陵は、寛斎を江戸の西洋種痘所（後の東京大学医学部）に赴かせ、伊東玄朴、三宅艮斎（三宅秀の父）の下でコレラの予防法を学ばせ、銚子でのコレラ防疫に業績をあげた。後に西洋種痘所が火災により焼失すると、1859年に梧陵は種痘所の再開のために300両を寄付している。
その成果により、梧陵は寛斎を経済的に支援し、1860年（万延元年）長崎に留学させた。蘭学医・ポンペのもとで1年間学んだ寛斎は、1862年（文久2年）、銚子に戻る。梧陵は寛斎に長崎での留学を続けるよう勧めたが、寛斎は翌1863年に徳島藩の藩医となり徳島へ移住する。寛斎はのちに梧陵の勧めに従わなかったことを悔いたという。
梧陵は1862年に出版された医学書『七新薬』（司馬凌海著、関寛斎校）の出版に関わる費用を援助するなど、日本の近代医学の発展にも深く関わっている。

### 政治家としての活躍
1868年（慶応4年）には、商人身分ながら異例の抜擢を受けて紀州藩勘定奉行（のちの出納長に相当）に任命され、後には藩校教授や大参事（のちの副知事に相当）を歴任するなど、藩政改革の中心に立って紀州藩・和歌山県経済の近代化に尽力した。その後、1871年（明治4年）には、大久保利通の要請で初代駅逓頭（えきていのかみ）（のちの郵政大臣に相当）に就任するが、権頭（次官）であった前島密との確執もあって半年足らずで辞職する。
1880年（明治13年）、和歌山県の初代県会議長に就任した。そして、帝国議会開設に備えて、木国同友会を結成した。1885年（明治18年）にかつての夢だった世界旅行に行くも、アメリカ・ニューヨークで病没した。享年66（満64歳没）。
1915年（大正4年）、従五位を追贈された。

## 逸話
- 梧陵らが創設した耐久舎の伝統は、現在の耐久高校や耐久中学校に受け継がれている。当時の耐久高校は（校長は寳山良雄）、国内に留まらず韓国等からの留学生も受け入れる等革新的な校風であったようで、文部大臣・小松原英太郎や伊藤博文の補佐を勤めたイェール大学教授・ジョージ・トランブル・ラッド（外国人として初めて旭日勲章を授かる）らの訪問を受けた。ラッドは、当時の広村を訪れた紀行文等を記した『日本の稀日』を1910年（実際の訪問は1907年）にアメリカで出版している。
- 1947年（昭和22年）6月7日、昭和天皇が和歌山県に行幸（昭和天皇の戦後巡幸）。梧陵の子孫である浜口儀兵衛が、昭和天皇に昭和南海地震で機能した堤防および防潮林について奏上を行った[6]

## 親族
- 実父 - 3代・濱口七右衛門[7]
- 養父・伯父 - 6代・濱口儀兵衛[7]
- 養子 - 8代・濱口儀兵衛[7]
- 女 - 濱口ミチ（8代・濱口儀兵衛の妻）[7]
- 男 - 浜口檐（実業家・衆議院議員）[7]

## 関連書籍
| 著者名                   | 書籍名                                                  | 出版社               | 発刊           |
| ------------------------ | ------------------------------------------------------- | -------------------- | -------------- |
| 吉本㐮撰                 | 海舟先生 氷川情話                                       |                      | 1899年         |
| 瀧浦文彌                 | 栽松寳山良雄先生                                        | 単純生活社           | 1932年9月5日   |
| 杉村広太郎（杉村楚人冠） | 濱口梧陵小伝                                            | 梧陵翁五十年祭協賛会 | 1934年4月21日  |
| 杉村楚人冠               | 楚人冠全集第7巻 浜口梧陵伝                              | 日本評論社           | 1937年12月18日 |
| 今村明恒                 | 鯰のざれごと（“稲むらの火”の教方に就いて）              | 三省堂               | 1941年10月10日 |
| 司馬遼太郎               | 胡蝶の夢                                                | 新潮社               | 1979年10月     |
| 川崎巳三郎               | 関寛斎 蘭方医から開拓の父へ                             | 新日本出版社         | 1980年9月      |
| 多田建次                 | 日本近代学校成立史の研究                                | 玉川大学出版部       | 1988年2月      |
| 桜井信夫                 | もえよ 稲むらの火                                       | PHP研究所            | 1988年         |
| 府川源一郎               | “稲むらの火”の文化史                                    | 久山社               | 1999年         |
| 童門冬二                 | 歴史に学ぶ不況に勝つ経営術—誤解された日本式知と和の経営 | 廣済堂文庫           | 2001年10月     |
| 童門冬二                 | 和魂和才 世界を超えた江戸の偉人たち                     | PHP研究所            | 2003年         |
| 萩野貞樹                 | 感動を教えてくれた国語教科書                            | 徳間書店             | 2002年         |
| 沖隆次（作画）           | その時歴史が動いた コミック版 冒険・挑戦編              | ホーム社             | 2005年         |